# Grand Hotel Union
 (août 2018).
Si vous disposez d'ouvrages ou d'articles de référence ou si vous connaissez des sites web de qualité traitant du thème abordé ici, merci de compléter l'article en donnant les références utiles à sa vérifiabilité et en les liant à la section « Notes et références ».
Le Grand Hôtel Union (slovène : Grand hotel Union) est un hôtel quatre étoiles situé près du centre de Ljubljana, capitale de la Slovénie.

## Histoire
Construit dans un pâté de maisons près de la Place Prešeren entre 1903 et 1905, il est connu pour avoir été le premier hôtel moderne de Ljubljana, ainsi que, pour quelques années après sa construction, le plus grand bâtiment de la ville.
L'hôtel faisait partie d'un programme de reconstruction urbaine initié au cours de l'administration du Maire Ivan Hribar, à la suite du tremblement de terre de 1895, qui avait détruit beaucoup d'édifices médiévaux de Ljubljana. Conçu par l'architecte Josip Vancaš, ce bâtiment est un exemple de style Sécession viennoise. Sa façade mesure près de 100 mètres de long, et la structure métallique complexe du toit était considérée comme une prouesse technique à l'époque. Depuis son achèvement en 1905, l'hôtel a été rénové à deux reprises, mais conserve son style original.
Le rez-de-chaussée abrite le Café de l'Union (Unionska kavarna).

## Galerie

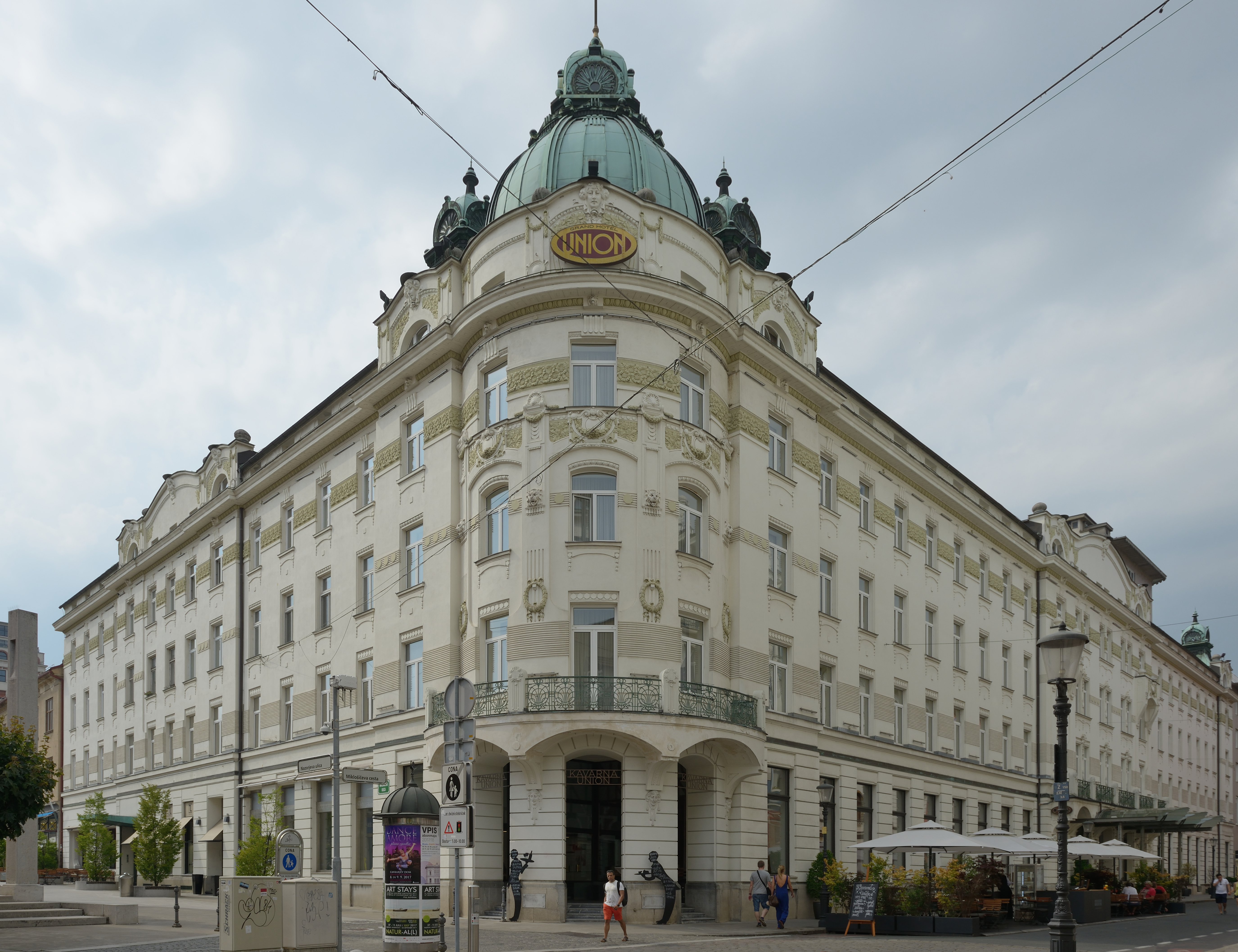
L'imposante façade.
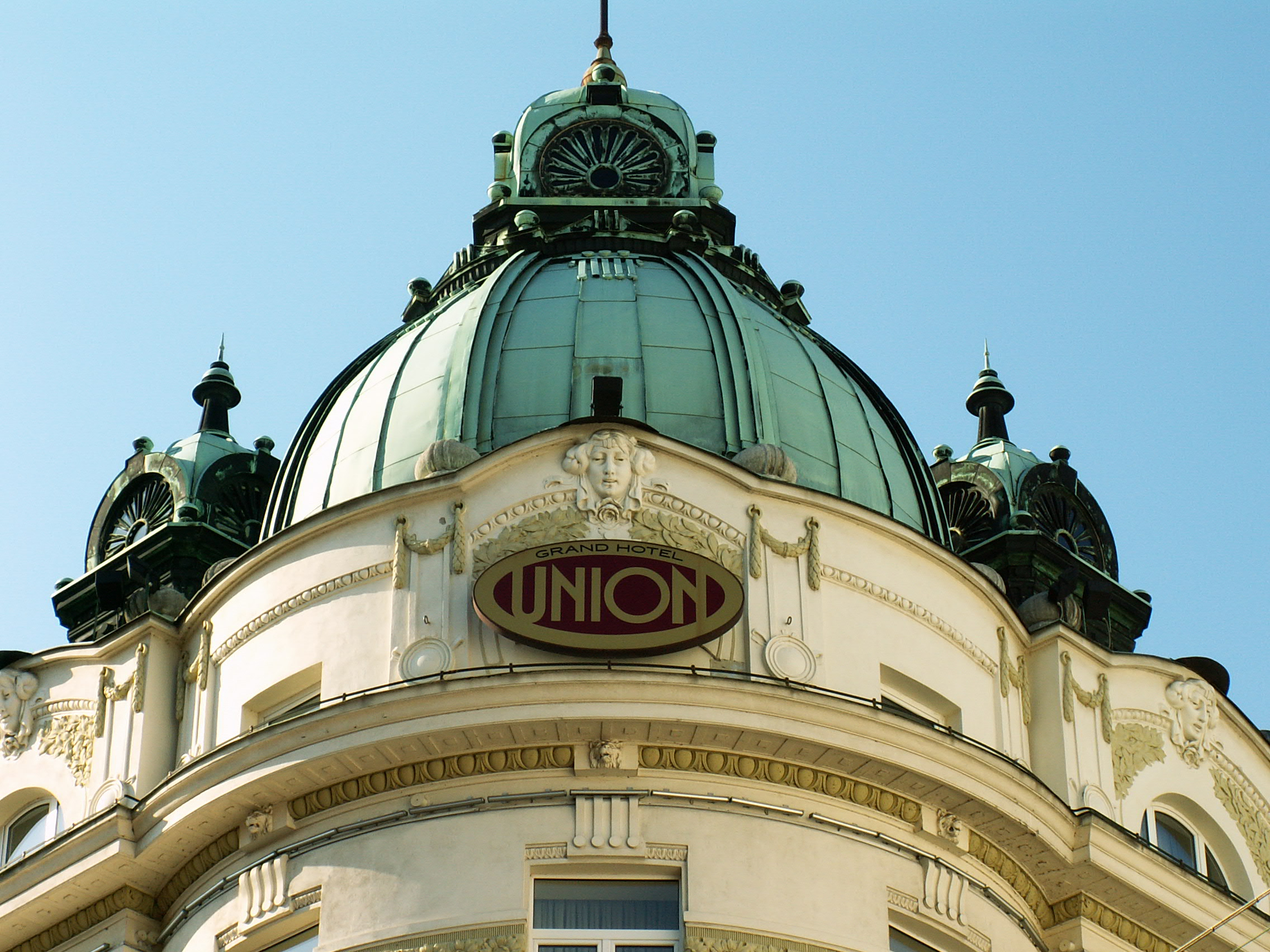
Dôme
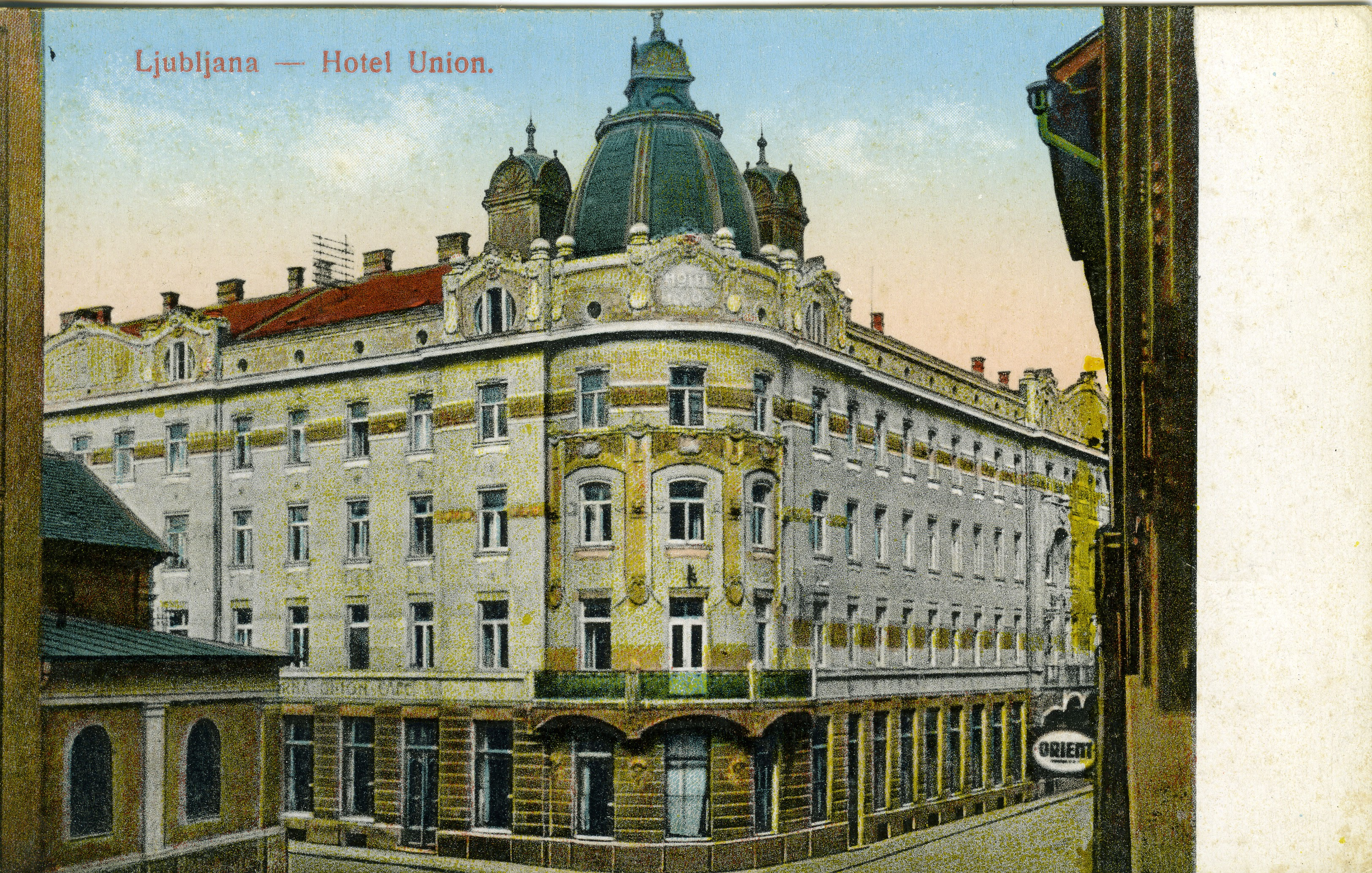
Carte postale ancienne
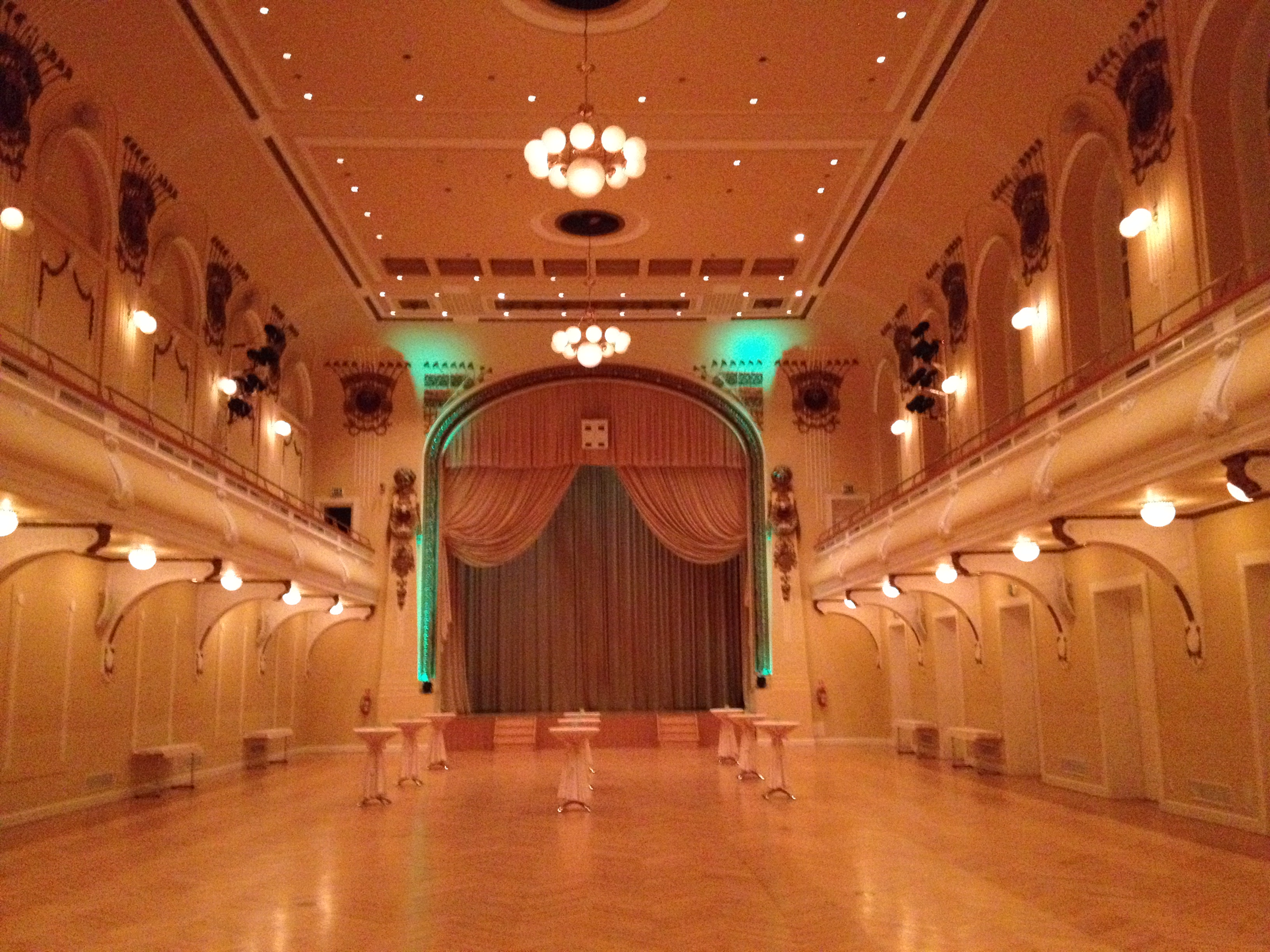
Salle de bal